# SSV Blau-Weiß Gersdorf
Der SSV Blau-Weiß Gersdorf ist ein Sportverein aus Gersdorf.

## Geschichte
Der erste Turnverein wurde am 25. Juni 1862 gegründet, welcher später der Deutschen Turnerschaft (DT) beitrat. Zunächst turnte man an selbstgebauten Geräten im freien, erst seit 1912 besaß der Verein einen eigenen Sportplatz und seit 1914 auch eine Turnhalle (sogenannte Turnhalle an der Benedixstraße) neben dem Sportplatz. Am 25. April 1877 gründeten einige Mitglieder des ersten Turnvereins den Turnverein Germania, der zunächst dem DT angehörte, später dann aber zum Arbeiter-Turn- und Sportbund wechselte. Ab 1905 besaß der Turnverein Germania auf einem 1901 angekauften Gelände einen eigenen Sportplatz samt Turnhalle (Sporthalle an der Turnerstraße).
Nach der Machtergreifung Hitlers 1933 wurden beide Vereine zwangsfusioniert. In den letzten Kriegsjahren kam der Vereinsbetrieb fast zum Erliegen, da Turnhalle an der Benedixstraße anderweitig verwendet wurde. Die Turnhalle an der Turnerstraße war bereits nach 1933 durch den Einbau einiger Wohnungen wesentlich verkleinert worden. Nach dem Ende des Zweiten Weltkriegs gründete sich bereits am 12. Juli 1945 eine Schwimmsparte. Bis 1948 fanden sich noch weitere Gruppen, die Frauenhandball, Fußball, Kegeln, Tischtennis und Turnen betrieben, zusammen. Jedoch wurde erst am 18. Juli 1949 mit der SG Gersdorf offiziell wieder ein Sportverein gegründet.
Nach dem Zweiten Weltkrieg wurde der Sportverein als SG Gersdorf neu gegründet. Am 26. Juni 1952 wurde die SG Gersdorf ein die BSG Glückauf Gersdorf umgewandelt. Die Betriebssportgemeinschaft wurde von der Glückauf-Brauerei, dem Betonwerk Gersdorf und der Lederwarenfabrik Gersdorf unterstützt. 1955 wurde die BSG Glückauf Gersdorf in BSG Einheit Gersdorf umbenannt, am 11. April 1970 durch den Wechsel des Trägerbetriebs in BLK Blau-Weiß Gersdorf. Seit der Neugründung 1990 trägt man den Namen SSV Blau-Weiß Gersdorf.

## Einzelne Sportarten

### Faustball
Die Sektion Faustball wurde am 20. August 1950 gegründet. Bereits in den 1970er und 1980er Jahren spielten die Faustballer einige Zeit in der DDR-Liga. Erneut war man ab Ende der 1990er bis Ende der 2000er Jahre erfolgreich, wo man im Frauen- und Männerbereich lange Zeit in der Halle und auf dem Feld in der 2. Bundesliga spielte. Die Männermannschaft spielte sogar für eine Saison (Halle 2004/2005) in der 1. Bundesliga.

### Fußball
Am 13. Januar 1929 wurde der Bereich Fußball im Turnverein Germania gegründet.
Ab der Saison 1962/1963 spielte Gersdorf in der Bezirksliga, der zunächst vierthöchsten, aber der Saison 1963/1964 dritthöchsten Spielklasse im DDR-Fußball. 1963 wurde Gersdorf Vizepokalsieger im FDGB-Bezirkspokal, nachdem das Pokalfinale gegen die BSG Einheit Reichenbach verloren wurde. Der größte Erfolg war zur Saison 1964/1965 die Vizemeisterschaft des Bezirks Karl-Marx-Stadt, da Gersdorf als Staffelsieger Ost das Endspiel gegen den Staffelsieger West, die BSG Motor Brand-Langenau, mit 0:6 verlor. Da in der Saison 1972/1973 nur der 15. Platz in der Bezirksliga erreicht wurde, stieg Gersdorf in die viertklassige Bezirksklasse ab. 1975/1976 erfolgte zwar der Wiederaufstieg in die Bezirksliga, die Fußballer konnten die Klasse aber 1976/1977 nicht halten und stiegen umgehend wieder ab. 1979 wurde Gersdorf erneut Vizepokalmeister im FDGB-Bezirkspokal, nachdem das Pokalfinale gegen die BSG Fortschritt Meerane verloren wurde. Ab 1983/1984 spielt Gersdorf wieder in der Kreisklasse, wo man zwar bis 1986/1987 regelmäßig Kreismeister wird, jedoch immer an den Aufstiegsspielen scheitert. Ab der Saison 1987/1988 spielte man wieder in der viertklassigen Bezirksklasse Karl-Marx-Stadt, durch die Veränderungen nach der politischen Wende 1989/1990 und den dadurch erfolgten Veränderungen im Fußballligenbereich wurde die Bezirksklasse schrittweise immer niedriger eingestuft. Seitdem spielt Gersdorf nur noch im unterklassigen Bereich Fußball.

### Andere Abteilungen
Darüber hinaus gibt oder gab es noch die Sektionen Boxen, welche national und international boxte, Federball, Handball, Leichtathletik, wo H. Steiner 1949 Meister der Ostzone im Stabhochsprung wurde, Pferdesport, Radsport, Schach, Schwimmen, Tischtennis, Turnen, Volleyball und Wintersport. Eher kurios mutet die ehemalige Abteilung Sängerei an.